# Voßkuhlbach
Der Voßkuhlbach ist ein etwa zwei Kilometer langes Fließgewässer im Bochumer Stadtteil Stiepel in Nordrhein-Westfalen. Er ist ein südwestlicher und rechter Zufluss des Lottenbachs.

## Geographie

### Verlauf
Der Voßkuhlbach entspringt in der Flur Hankelbeck nördlich der Kemnader Straße auf einer Höhe von 165 m ü. NHN. 
Er fließt zunächst in fast westlicher Richtung in  einen Waldstreifen durch die Flur Im Surken, unterquert dann die Surkenstraße (K 15), läuft danach etwa einhundert Meter südlich und parallel zur Voßkuhlstraße durch einen Auenwald und danach, begleitet von dichtem Gehölz, in der Flur Auf der Voßkuhle durch Ackerland nach Nordosten. Er nimmt nun auf seiner linken Seite den Voßkuhlgraben auf und unterquert dann die Haarstraße. 
Er zieht danach in Richtung Ost-Nordosten durch Felder und Wiesen und mündet schließlich im Lottental auf einer Höhe von ungefähr 96 m ü. NHN von rechts in den aus dem Westen heranziehenden Lottenbach.
Der etwa 2,0 km lange Lauf des Voßkuhlbachs endet ungefähr 69 Höhenmeter unterhalb seiner Quelle, er hat somit ein mittleres Sohlgefälle von  circa 35 ‰.

### Einzugsgebiet
Das Einzugsgebiet des Voßkuhlbachs wird durch ihn über den Lottenbach, den Oelbach, die Ruhr und den Rhein zur Nordsee entwässert.
Es grenzt
- im Süden an das Einzugsgebiet der Ruhr
- im Südwesten an das des  Ruhrzuflusses Nettelbecke und an das des Ranterdeller Bachs, der in Knöselsbach mündet
- und im Westen an die  Einzugsgebiete der beiden Knöselsbachzuflüsse Finkensiepen und Waßmers Siepen.

### Zuflüsse
- Voßkuhlgraben (links), 0,5 km[2]

## Renaturierung
Der 'Voßkuhlbach wurde renaturiert. Er ist vom Bewuchs mit Neophyten wie dem Drüsigen Springkraut betroffen.